# Kurt Malangré
Kurt Malangré, né le 18 septembre 1934 à Aix-la-Chapelle et mort le 4 octobre 2018 dans la même ville, est un homme politique allemand membre de la CDU.

## Biographie
Il commence sa carrière politique en novembre 1969 lorsqu'il est élu membre du conseil municipal d'Aix-la-Chapelle. En 1972, il est élu maire de la ville et le demeure jusqu'en 1989. De 1979 à 1999, il est également député européen.
Il est un membre surnuméraire de l'Opus Dei. Pour son dévouement pour le bien de la ville et de ses citoyens, il a été nommé citoyen d'honneur d'Aix-la-chapelle en 2004.
Kurt Malangré meurt le 4 octobre 2018 à l'âge de 84 ans.

## Distinctions
- Ordre du Mérite de la Rhénanie-du-Nord-Westphalie.
- Anneau d'honneur d'or de la ville d’Aix-la-Chapelle.
- Commandeur de l'ordre de Saint-Grégoire-le-Grand.
- Officier de l'ordre du Mérite de la République fédérale d'Allemagne (d) (1993).